# 라트비아의 공휴일
다음은 라트비아의 공휴일 목록이다.
1월
'새해기념행사'
12월 31일에 리가 시민들과 관광객들은 새해를 기념하기 위해서 다우가바 강 주변으로 모인다. 밤 10시부터 다음날 새벽 2시까지 다우가바강 주변과 구시가지에서는 새해를 기념하기 위한 각종 행사가 열린다. 각종 먹거리 장터가 열리며 라트비아의 유명 예술가들의 공연이 이어진다. 새해가 된 순간 불꽃놀이가 시작되고 라트비아인과 관광객들은 새해를 기념한다.
4월
부활절
기독교와 토속 종교가 섞인 라트비아에서는 부활절을 기념한다. 기독교인들에게 부활절은 그리스도가 부활한 날인 동시에 토속 신자들에게는 춘분입니다. 춘분 행사는 전통적인 행사로 겨울잠을 자던 대지를 깨워 다시 비옥한 토지로 돌아갈 것을 기원하는 행사이다.
5월
Lattelecom Riga marathon(리가 마라톤, 5.19~20)
라트비아 라텔레콤 리가 마라톤은 북유럽에서 가장 빠른 성장세를 보이는 마라톤 중 하나다. 마라톤 코스는 아름다운 리가 중심가에서 시작하며 라트비아 국립 미술관과 같이 웅장한 건축물과 리가의 중심을 흐르는 다우가바강을 지나는 코스로 이루어져 있다.
6월
하지축제(6.23)라트비아 하지 축제
신비한 꽃이 활짝 피는 여름에 라트비아인들은 친구, 가족과 함께 모여 하지를 축하한다. 불을 중심으로 다같이 모여 1년 중 가장 짧은 밤을 기념한다. 전통적으로 하지축제 때 사람들은 불 위를 뛰어 다니곤 했다. 이렇게 함으로써 액운이 사라진다고 믿기 때문이다. 하지 축제 때 라트비아의 많은 가정에서는 캐러웨이 씨를 넣은 치즈를 만든다.
춤과 노래 축제(Song and Dance Festival, 6.30~7.7)라트비아 '춤과 노래 축제'
5년에 한번 일주일동안 라트비아에는 춤과 노래 축제가 열린다. 이 축제는 라트비아 문화를 가장 잘 체험할 수 있는 축제이다. 수많은 합창단과 전통 무용가들이 이 축제에 참가하며 수천명의 관객들이 공연을 보러 온다. 이 축제는 유네스코 무형 문화재로 인정될 만큼 국제적으로도 명성이 알려졌다.
7월
Positivus Festival(7.20~22)
유럽 Festival Awards 2017에서 Best Medium-Size Festival 상을 수상한 Positivus 축제는 첫 해인 2007년 이후 10년 동안 꾸준히 이어져 오고 있다. 매년 Positivus축제는 라트비아 북쪽 Salacgriva에 있는 아름다운 해변가와 숲속으로 둘러싸인 공원에서 열린다. 
8월
Summer sound(8.3~4)
Summer Sound 축제는 발트해에서 가장 유명한 축제 중 하나다. 무대가 해변 바로 옆에 설치된다.

리가 페스티발(Riga City Festival, 8.17~19)
매년 리가에서는 리가의 기념일을 기념하는 행사가 열린다. Vērmanes 정원에서는 각종 예술 및 공예품 시장이 열리며 방문객들은 불꽃놀이도 즐길 수 있다. 축제 기간 동안 대중교통은 무료이다.
체시스성의 ‘중세의 날’(Medieval day at Cesis castle, 8.25)
8월 25일, 체시스성에서 기사들의 행진, 중세 전통 음악 공연, 무술 연습, 전통 음식, 수공예품 등 다양한 행사가 열린다.
11월
Lāčplēsis 날(11.11)
매년 11월 11일, 라트비아인들은 라트비아의 독립을 위해 싸운 선조들을 위해 촛불을 든다. 이날, 전 라트비아 지역에서 콘서트, 촛불행진 등 선조들을 추모하는 행사가 열린다. 특히 리가에서는 리가 공동묘지에 꽃을 놓는 행사를 시작으로 자유 기념비 앞으로 행진이 이어진다. 밤에는 수 많은 사람들이 다우가바강가로 나와 자유를 위해 힘써준 선조들을 위해 리가성에 초를 놓는 행사가 열린다. 
스타로 리가 빛 축제(Staro Riga Light Festival) 11.16~19
‘스타로 리가 빛 축제’는 빛과 멀티미디어가 결합된 국제적인 행사다. 축제 기간 동안 라트비아의 수도 리가는 빛으로 가득하며, 건물, 광장, 다리, 기념비 등은 빛으로 이루어진 하나의 예술작품이 된다.
독립기념일 행사(11.18)
11월 18일은 라트비아의 독립기념일이다. 라트비아에서는 이 주에 ‘스타로 리가 빛 축제’를 열어 성대하게 독립기념일을 기념한다. 독립기념일 당일에는 리가 시민들과 여행객들이 다우가바 강에 모여 독립기념일을 축하하는 불꽃 축제를 연다.